# Cố An
Cố An (chữ Hán giản thể: 固安县) là một huyện thuộc địa cấp thị Lang Phường, tỉnh Hà Bắc, Cộng hòa Nhân dân Trung Hoa. Huyện này có diện tích 697 ki-lô-mét vuông, dân số 390.000 người. Mã số bưu chính là 065500. Huyện lỵ đóng tại trấn Cố An. Về mặt hành chính, huyện Cố An được chia thành 4 trấn, 5 hương.
- Trấn: Cố An, Mã Trang, Cung Thôn, Ngưu Đà.
- Hương: Liễu Tuyền, Lễ Nhượng Điếm, Bành Thôn, Cừ Câu, Đông Loan.